# Liste der Baudenkmäler in Burgsalach
Auf dieser Seite sind die Baudenkmäler in der mittelfränkischen Gemeinde Burgsalach zusammengestellt. Diese Tabelle ist eine Teilliste der Liste der Baudenkmäler in Bayern. Grundlage ist die Bayerische Denkmalliste, die auf Basis des Bayerischen Denkmalschutzgesetzes vom 1. Oktober 1973 erstmals erstellt wurde und seither durch das Bayerische Landesamt für Denkmalpflege geführt wird. Die folgenden Angaben ersetzen nicht die rechtsverbindliche Auskunft der Denkmalschutzbehörde.
 Diese Liste gibt den Fortschreibungsstand vom 9. Dezember 2014 wieder und enthält 17 Baudenkmäler.

## Baudenkmäler nach Ortsteilen

### Burgsalach
| Lage                       | Objekt                                          | Beschreibung | Akten-Nr.              | Bild                |
| -------------------------- | ----------------------------------------------- | --- | ---------------------- | ------------------- |
| Burgusstraße 8 (Standort)  | Wohnstallhaus                                   | Eingeschossiger traufständiger Bau mit Flachsatteldach, mit Kniestock, in Jura-Bauweise, 1850, erweitert 1910 | D-5-77-120-1 Wikidata  | BW                  |
| Burgusstraße 23 (Standort) | Ehemaliges Söldnerwohnhaus                      | Eingeschossiges traufständiges Gebäude mit Flachsatteldach, mit Kniestock, in Jura-Bauweise, mit angebauter Scheune, Satteldachbau, Bruchsteinmauerwerk, teilweise Fachwerk, mit Zwicktaschendach, Mitte/zweite Hälfte 19. Jahrhundert               | D-5-77-120-20 Wikidata | BW                  |
| Burgusstraße 26 (Standort) | Ehemaliges Austragshaus                         | Eingeschossiger Bau mit Flachsatteldach in Jura-Bauweise, mit Fachwerkkniestock, Legschieferdach, mit angebauter Scheune in Jura-Bauweise, mit Fachwerkkniestock, erstes Viertel 18. Jahrhundert                                                     | D-5-77-120-3 Wikidata  | BW                  |
| Hauptstraße 13 (Standort)  | Wohnstallhaus                                   | Zweigeschossiges giebelständiges Gebäude mit Flachsatteldach, in Jura-Bauweise, mit Ecklisenen, Mitte 19. Jahrhundert | D-5-77-120-21 Wikidata | BW                  |
| Hauptstraße 23 (Standort)  | Bauernhaus                                      | Zweigeschossiges Gebäude mit Flachsatteldach in Jura-Bauweise, mit Kniestock, bezeichnet „1840“ | D-5-77-120-6 Wikidata  | BW                  |
| Hauptstraße 25 (Standort)  | Bauernhaus eines ehemaligen Bauernhofes         | Eingeschossiger Flachsatteldachbau mit Kniestock in Jura-Bauweise, mit Legschieferdach, bezeichnet „1850“ | D-5-77-120-7 Wikidata  | BW                  |
| Hauptstraße 25 (Standort)  | Scheune                                         | Massives Gebäude mit Flachsatteldach in Jura-Bauweise, gleichzeitig | D-5-77-120-7 Wikidata  | BW                  |
| Hauptstraße 31 (Standort)  | Bauernhaus                                      | Eingeschossiger traufständiger Flachsatteldachbau in Jura-Bauweise mit Kniestock, mit Legschieferdach, 1875 | D-5-77-120-8 Wikidata  | BW                  |
| Hiselau 2 (Standort)       | Ehemaliger Pfarrhof                             | Pfarrhaus, Wohngebäude, zweigeschossiges Gebäude mit Flachsatteldach in Jura-Bauweise, mit Legschieferdach, 1747 | D-5-77-120-9 Wikidata  | Ehemaliger Pfarrhof |
| Hiselau 2 (Standort)       | Ehemaliger Pfarrhof                             | Ehemalige Pfarrscheune, Flachsatteldachbau in Jura-Bauweise, Bruchstein, mit Legschieferdach, 19. Jahrhundert | D-5-77-120-9 Wikidata  | Ehemaliger Pfarrhof |
| Hiselau 3 (Standort)       | Bauernhaus                                      | Kleiner eingeschossiger Satteldachbau, westlich mit Krüppelwalm, frühes 19. Jahrhundert | D-5-77-120-10 Wikidata | BW                  |
| Hiselau 7 (Standort)       | Evangelisch-lutherische Pfarrkirche St. Koloman | Chorturmkirche, mittelalterliches Chorturm-Untergeschoss, Turm 1885 erhöht, Langhaus 1746 nach Brand erneuert, Turm mit Spitzhelm; mit Ausstattung                                                                                                   | D-5-77-120-11 Wikidata | weitere Bilder      |
| Hiselau 10 (Standort)      | Bauernhof                                       | Bauernhaus, eingeschossiges Gebäude mit Flachsatteldach in Jura-Bauweise, mit Kniestock, mit Legschieferdach, frühes 19. Jahrhundert; Scheune, Flachsatteldachbau in Jura-Bauweise, Naturstein, mit Fachwerkkniestock, Legschieferdach, gleichzeitig | D-5-77-120-13 Wikidata | BW                  |

### Indernbuch
| Lage                          | Objekt                   | Beschreibung | Akten-Nr.              | Bild |
| ----------------------------- | ------------------------ | --- | ---------------------- | ---- |
| Kirchenmauerweg 14 (Standort) | Ehemaliges Wohnstallhaus | Eingeschossiges Gebäude mit Flachsatteldach in Jura-Bauweise, mit Kniestock, Fachwerkgiebel, 1861 (dendrochronologisch datiert) | D-5-77-120-15 Wikidata | BW   |

### Pfraunfeld
| Lage                               | Objekt                               | Beschreibung | Akten-Nr.              | Bild           |
| ---------------------------------- | ------------------------------------ | --- | ---------------------- | -------------- |
| Dorfstraße 8 (Standort)            | Katholische Pfarrkirche St. Nikolaus | Saalkirche, mit Chorflankenturm, in historisierenden Formen, von Friedrich Niedermayer, 1910/11; mit Ausstattung; mit Einfriedung des Vorplatzes, Jugendstil | D-5-77-120-16 Wikidata | weitere Bilder |
| Nähe Nennslinger Straße (Standort) | Friedhof                             | Friedhofsummauerung mit Torbogen, wohl um 1700 | D-5-77-120-18 Wikidata | BW             |

## Ehemalige Baudenkmäler
In diesem Abschnitt sind Objekte aufgeführt, die früher einmal in der Denkmalliste eingetragen waren, jetzt aber nicht mehr. Objekte, die in anderem Zusammenhang also z. B. als Teil eines Baudenkmals weiter eingetragen sind, sollen hier nicht aufgeführt werden. Aktennummern in diesem Abschnitt sind ehemalige, jetzt nicht mehr gültige Aktennummern.

| Lage                                  | Objekt                                                    | Beschreibung                                                                           | Akten-Nr.              | Bild |
| ------------------------------------- | --------------------------------------------------------- | -------------------------------------------------------------------------------------- | ---------------------- | ---- |
| Burgsalach Burgusstraße 21 (Standort) | Bauernhaus                                                | In Jura-Bauweise mit Kniestock und Legschieferdach, Mitte 19. Jahrhundert              | D-5-77-120-2 Wikidata  | BW   |
| Burgsalach Hauptstraße 15 (Standort)  | Inschrifttafel des 1974 abgebrochenen Gasthauses von 1724 |                                                                                        | D-5-77-120-5 Wikidata  | BW   |
| Burgsalach Hiselau 9 (Standort)       | Ehemaliges Schulhaus                                      | Zweigeschossiger Walmdachbau mit hohem Speichergeschoss, 1810, im Kern 17. Jahrhundert | D-5-77-120-12 Wikidata | BW   |